# Minding the Gap
Minding the Gap è un documentario del 2018 diretto da Bing Liu candidato al premio Oscar al miglior documentario.